# 화베이

화베이(華北) 지방(Northern China 또는 North China)

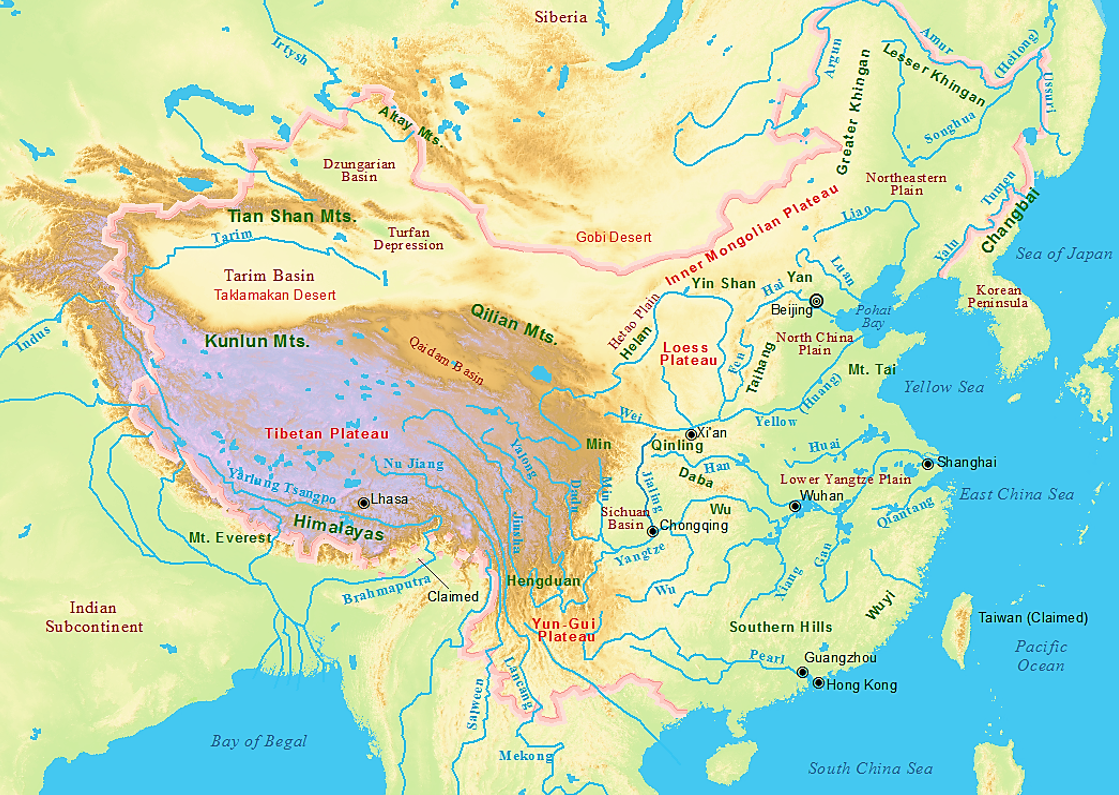
화베이 평원(North China Plain)은 황하(Yellow River) 하류와 그 지류 및 북부의 스텝을 포괄한다.

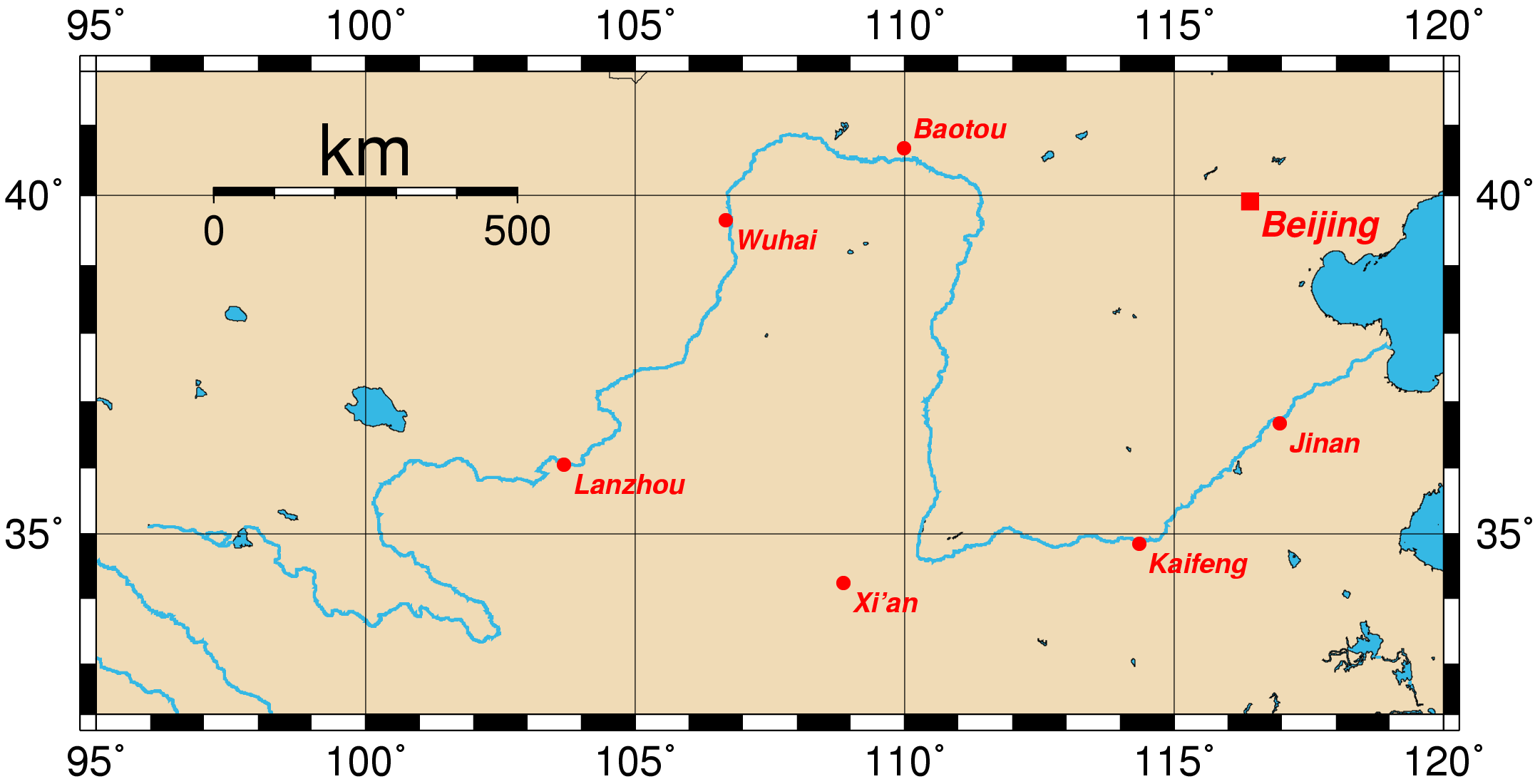
황하(黃河, Yellow River)

화베이(중국어 정체자: 華北, 간체자: 华北, 병음: Huábei, 한자음: 화북)는 중국의 6대 중국지리대구(중국어 정체자: 中國地理大區)의 하나로서 중국 북부 지방이며, 화베이 평원이 그 중심이다.
중국 대륙의 중심인 중원(中原)은 역사적, 전통적으로 화이허(淮河)를 기준으로 화베이와 화난(華南)으로 크게 구분해 왔다. 화베이는 황하를 중심으로 한 황하 문명의 발상지이고, 대체로 이 지역을 차지한 정치 세력이 중국을 통일하였다.
현재는 황하 이북으로 그 기준이 바뀌었다. 중국의 수도는 화베이 지방의 베이징이다.

## 개요
현재의 행정구역상 이러한 호칭은 없으며, 역사나 지리적 맥락 등에 많이 사용하기 때문에 지금도 널리 사용되는 말 중의 하나이다. 중국 남북조 시대 때 북중국을 통일한 북위가 화북을 다스렸다. 굳이 행정구역상 분류를 하자면 베이징 시(北京市), 톈진 시(天津市), 허베이성(河北省), 산시성(山西省), 내몽골 자치구(内蒙古自治区)가 포함된다.
중화인민공화국의 수도인 베이징(北京)이 위치하고 있고, 그 밖에 톈진(天津), 스자좡(石家庄), 타이위안(太原), 탕산(唐山), 다퉁(大同), 후허하오터(呼和浩特) 등의 도시가 있다. 허베이 성의 산하이관(山海关)은 만리장성(万里长城)의 동쪽 끝이다.(서쪽 끝은 간쑤성(甘肃省)의 가욕관(嘉峪关)이다.)

## 해당 행정구역
- 허베이성
- 베이징시
- 산시성
- 내몽골 자치구
- 톈진시

## 같이 보기
- 화둥